# Werner Janssen
 (juillet 2024).
Si vous disposez d'ouvrages ou d'articles de référence ou si vous connaissez des sites web de qualité traitant du thème abordé ici, merci de compléter l'article en donnant les références utiles à sa vérifiabilité et en les liant à la section « Notes et références ».
Pour les articles homonymes, voir Janssen.
Werner Janssen est un chef d'orchestre et compositeur américain, né Hans-Werner Janssen le 1er juin 1899 à New York (État de New York), mort le 19 septembre 1990 à Brookhaven (État de New York).

## Biographie
Après des premières études musicales au New England Conservatory of Music de Boston (Massachusetts) dans les années 1910, notamment auprès de George Chadwick, Werner Janssen poursuit son apprentissage de la musique classique en Europe, dans les années 1920. Ainsi, il étudie la direction d'orchestre auprès des chefs Felix Weingartner (à Bâle, Suisse) et Hermann Scherchen (à Strasbourg, France). À Rome (Italie), il est un temps en résidence à l'Académie américaine et fréquente l'Académie Sainte-Cécile, où il reçoit l'enseignement du compositeur Ottorino Respighi. Durant son séjour romain, il compose un premier quatuor à cordes nommé American Kaleidoscope (créé à Rome), la suite symphonique Louisiana Suite, ainsi que le poème symphonique New York's Eve in New York (créé aux États-Unis en 1929, sous la direction d'Howard Hanson). Cette dernière œuvre lui vaudra en 1930 le prix de Rome américain, catégorie « Composition musicale ». Au début des années 1930, il commence à exercer régulièrement comme chef d'orchestre, invité entre autres par diverses formations symphoniques européennes ; ainsi, en 1934, il dirige à Helsinki (Finlande) un programme entièrement dévolu à Jean Sibelius (fait peu commun à l'époque), en présence du compositeur.
Aux États-Unis, Werner Janssen est chef associé de l'Orchestre philharmonique de New York, aux côtés d'Arturo Toscanini, en 1934-1935. Par la suite, il sera directeur musical (chef principal), successivement : de l'Orchestre symphonique de Baltimore (Maryland), de 1937 à 1939 ; de l'Orchestre symphonique de l'Utah à Salt Lake City (Utah), en 1946-1947 ; de l'Orchestre symphonique de l'Oregon (en) à Portland (Oregon), de 1947 à 1949 ; et de l'Orchestre Philharmonique de San Diego (Californie), de 1952 à 1954. En outre, il est chef invité de l'Orchestre symphonique de Toronto (Ontario, Canada), en 1956-1957.
En 1940, Jannsen crée à Los Angeles (Californie) sa propre formation (le "Janssen Symphony Orchestra"), à la tête de laquelle il défend notamment la musique "classique" américaine de son temps. De plus, dans les années 1950 et 1960, il fait de fréquents séjours en Europe ; en particulier, il est invité à diriger les orchestres de l'Opéra d'État (Wiener Staatsoper) et de l'Opéra populaire (Volksoper) de Vienne (Autriche). De son activité (principale) de chef d'orchestre, demeurent des témoignages discographiques.
En tant que compositeur, s'il a laissé quelques œuvres de musique "sérieuse" (dont une autre suite symphonique en 1937, la Foster Suite, ainsi qu'un second quatuor à cordes en 1938), Janssen est surtout connu au cinéma, comme auteur de plusieurs musiques de films (à partir de 1933), et au théâtre, comme auteur de quelques partitions pour des revues et comédies musicales, jouées à Broadway entre 1921 et 1929 (voir ci-dessous).
C'est d'ailleurs à Hollywood qu'il rencontre l'actrice Ann Harding (1901-1981), dont il sera l'époux de 1937 à 1963 (divorce).

## Filmographie complète
Comme compositeur, sauf mention complémentaire

### Au cinéma
- 1933 : Révolte au zoo (Zoo in Budapest) de Rowland V. Lee (non crédité)
- 1936 : Le général est mort à l'aube (The General died at Dawn) de Lewis Milestone
- 1938 : Blocus de William Dieterle
- 1939 : Divorcé malgré lui (Eternally Yours) de Tay Garnett
- 1939 : Reine d'un jour (Winter Carnival) de Charles Reisner (+ directeur musical = DM)
- 1940 : Destins dans la nuit (The House across the Bay) d'Archie Mayo (+ DM)
- 1940 : Le Poignard mystérieux (Slighty Honorable) de Tay Garnett (+ DM)
- 1944 : Guest in the House de John Brahm (+ DM)
- 1945 : L'Homme du Sud (The Southerner) de Jean Renoir (+ DM)
- 1945 : Le Capitaine Kidd (Captain Kidd), de Rowland V. Lee  (+ DM)
- 1946 : Une nuit à Casablanca (A Night in Casablanca) d'Archie Mayo (+ DM)
- 1947 : Enchanted Lake, court métrage documentaire (dans lequel W. Janssen apparaît, dirigeant son "Janssen Symphony Orchestra" ; + producteur)
- 1948 : L'Impitoyable (Ruthless) d'Edgar George Ulmer
- 1957 : Oncle Vania (Uncle Vanya) de John Goetz et Franchot Tone
- 1981 : Acting : Lee Strasberg and the Actors Studio, documentaire d'Herbert Kline

### À la télévision
- 1966 : Robin Hood, der edle Räuber, téléfilm musical d'Helmut Käutner

## Théâtre (à Broadway)
Comme compositeur, sauf mention complémentaire
- 1921 : Love Dreams, comédie musicale, lyrics d'Oliver Morosco, livret d'Anne Nichols, avec Tom Powers
- 1922 : Letty Pepper, comédie musicale, lyrics de Leo Wood et Irving Bibo, livret d'Oliver Morosco et George V. Hobbart, d'après la pièce Maggie Pepper de Charles Klein, avec Charlotte Greenwood
- 1923 : Lady Butterfly, comédie musicale, lyrics et livret de Clifford Grey, d'après une pièce de Mark Swan et James T. Powers, avec Marjorie Gateson, Lionel Pape
- 1925 : Ziegfeld Follies of 1925, revue produite par Florenz Ziegfeld, musique coécrite par Raymond Hubbell et Dave Stamper, lyrics de Gene Buck, sketches d'auteurs divers, orchestrations notamment de Robert Russell Bennett, avec Louise Brooks, W. C. Fields, Will Rogers
- 1926 : Nic Nax of 1926, revue, musique coécrite par Gitz Rice, lyrics de Paul W. Porter, Matt Kennedy et Roger Gray
- 1928 : Luckee Girl, comédie musicale, musique de Maurice Yvain, musique additionnelle de W. Janssen, lyrics de Max et Nathaniel Lief, livret d'André Barde adapté par Gertrude Purcell, avec Irene Dunne
- 1929 : Boom Boom, comédie musicale, lyrics de Mann Holiner et J. Keirn Brennan, livret de Fanny Todd Mitchell, d'après la pièce Mademoiselle ma mère de Louis Verneuil, avec Jeanette MacDonald (+ orchestrations)